# Andromeda-Netzwanze
Die Andromeda-Netzwanze (Stephanitis takeyai), auch Lavendelheide-Netzwanze genannt, ist eine Wanze aus der Familie der Netzwanzen (Tingidae).

## Merkmale
Die Wanzen werden 3,0 bis 3,5 Millimeter lang. Sie sind Stephanitis rhododendri ähnlich, besitzt aber überwiegend blass gefärbte Hemielytren und haben eine schmale bräunliche Binde nahe deren Basis.

## Verbreitung und Lebensraum
Die ursprünglich in Japan verbreitete Art wurde in der zweiten Hälfte des 20. Jahrhunderts in Nordamerika und Europa eingeschleppt. In Europa wurde sie erstmals 1994 entdeckt, 1998 im Süden Englands und auch in Polen. Mittlerweile tritt sie in fast ganz Deutschland und seit 2011 auch in Österreich auf, wo sie erstmals in Graz nachgewiesen wurde. In Großbritannien ist die Art im Südosten verbreitet und kommt vermutlich häufiger vor.

## Lebensweise
Die Tiere leben an Pieris japonica („Lavendelheide“), mit der sie durch den Export aus Japan auch verschleppt wurden. Die Wanzen saugen aber auch auf Rhododendren (Rhododendron) und können dort große Schäden verursachen. In Nordamerika sind die Wanzen darüber hinaus auch an anderen Pflanzen außerhalb der Heidekrautgewächse (Ericaceae) nachgewiesen. Die Eiablage und Überwinterung erfolgt gleich wie bei den Arten der Gattung Stephanitis, die auch an Rhododendren leben. Unter idealen Bedingungen können mehrere Generationen pro Jahr ausgebildet werden.

## Belege